# Job Zomer
Job Christiaan Zomer (Wageningen, 16 december 1937 – Bennekom, 20 juli 2006) was muziekproducer, radioprogrammamaker, muzikant en directeur van het platenlabel Munich Records.
Zomer werd geboren als zoon van uitgever Albertus Johannes Zomer en Aletta Christina van Schuppen, de dochter van sigarenfabrikant Jochem van Schuppen. De oudere broer van Job Zomer was de bariton-zanger Hans Zomer.
Zomer kocht in 1972 de platenzaak Munnickendam Groothandel in Amsterdam. Hij veranderde de naam in Munich Records en begon zo een klein jazzlabel dat in de loop der jaren uitgroeide tot een in jazz en rootsmuziek gespecialiseerde platenmaatschappij met een grote distributietak.
Hij stond ook aan de wieg van het kleine folklabel Stoof in de jaren zeventig, dat de eerste elpee van Gerard van Maasakkers uitbracht. Ook Wannes Raps, Wolverlei, Rum, Willem Iven, Get Paraat, Sonerien Du, Fluitekruid, Jopie Jonkers Groep, Folkcorn en Waso namen voor het label op.
Zomer kampte al jaren met zijn gezondheid. Ooit woog hij 150 kilo. Hij was een van de oprichters van - en jarenlang voorzitter van - de Friederich Wegener Stichting (vaatziekte). In 2006 kwam hij op 68-jarige leeftijd te overlijden aan de ziekte van Wegener, een ongeneeslijke ziekte aan het immuunsysteem.
In 2003 werd hij vanwege zijn veelzijdige inzet voor de samenleving benoemd tot Ridder in de Orde van Oranje-Nassau.